# Phakoa Moiloa
Phakoa Rethabile Moiloa (ur. 14 grudnia 1982 w Maseru) – lesotyjski koszykarz, uczestnik Mistrzostw Afryki 2005.
W 2005 roku wziął udział w Mistrzostwach Afryki, gdzie reprezentacja Lesotho odpadła już po rundzie eliminacyjnej. Podczas tego turnieju wystąpił w czterech meczach, w których zdobył pięćdziesiąt trzy punkty (drugi najlepiej punktujący zawodnik swojej ekipy). Zanotował także pięć asyst, trzynaście przechwytów, dwie zbiórki ofensywne i dziewięć zbiórek defensywnych. Ponadto miał na swym koncie także dziewięć fauli i dwadzieścia jeden strat. W sumie na parkiecie spędził około 100 minut.